# Catharina Nilsdotter Grijs
Catharina Nilsdotter Grijs, död 1675, även kallad Karin Nilsdotter och Carin Grijs, var en svensk kvinna som blev avrättad för häxeri i häxprocessen i Gävle under det stora oväsendet. Hon är känd som mor till den ökända Gävlepojken, som uppges ha utpekat henne som häxa. 

## Biografi
Hon var gift med borgaren (skomakaren) Johan Davidsson (död 1672), och mor till Johan Johansson, senare känd som Gävlepojken, och en dotter. 
Hon blev implicerad i den pågående häxprocessen i Gävle under det stora oväsendet. Hennes son uppges ha utpekat henne för trolldom. Hon anklagades för att ha kidnappat barn till Djävulen i Blåkulla. Ett flertal barn vittnade mot henne, däribland hennes dotter. Under rättegången uppgav Grijs att hon hade haft ett förhållande med sin mosters man Erick Pedersson medan hennes make fortfarande levde. Erick hade gjort anspråk på en vret som hon ägde, och hon hade gått med på att ha samlag med honom för att lösa tvisten och få behålla vreten. Att ha samlag med sin mosters make räknades som blodskam (incest) även om de inte var biologiska släktingar; dessutom var det äktenskapsbrott. Både blodskam och äktenskapsbrott var vid denna tid fortfarande belagda med dödsstraff. 
Hon dömdes 20 april 1675 till döden för trolldom, blodskam och dubbelt hor. 
Hennes son fick efter hennes avrättning bosätta sig hos hennes kusin Ingrid Eriksdotter Grijs (död 1677), gift med hökaren Johan Jöransson Lind på Falkenbergsgatan i östra Södermalm i Stockholm, där han spred rykten om häxeri och kom att bli upphov till häxprocessen i Katarina.